# Los Paredes (Alicante)
«Los Paredes» es una localidad que se encuentra en el municipio de Los Montesinos, provincia de Alicante, Comunidad Valenciana, España.
Está a una altitud de 7 metros sobre el nivel del mar.
- Datos: Q5980140